# Berthold Bartosch
Berthold Bartosch (29 dicembre 1893 – 13 novembre 1968) è stato un animatore e regista ceco.

## Biografia
Nato in Boemia, si trasferisce da ragazzo a Vienna e studia all'accademia di belle arti.
Fa apprendistato realizzando film di animazione didattici rivolti alle masse. Dopo aver collaborato con Lotte Reiniger a Achmed, il principe fantastico, si trasferisce a Parigi, dove realizza il suo capolavoro L'idée, un film politico su un'idea, rappresentata da una fanciulla nuda, che dopo essere stata pensata accompagna gli uomini nelle loro lotte, e anche se qualcuno muore l'idea continua a esserci, finché sale fino alle stelle e da lì ispira gli uomini.
Bartosch ha collaborato anche al celebre lungometraggio dei Beatles Yellow Submarine (1968).

## Filmografia

### Attore
- Die Jagd nach dem Glück, regia di Rochus Gliese (1930)